# Кадодоло (Маса-Карара)
Кадодоло је насеље у Италији у округу Маса-Карара, региону Тоскана.
Према процени из 2011. у насељу је живело 32 становника. Насеље се налази на надморској висини од 138 м.